# Callejón Croquer

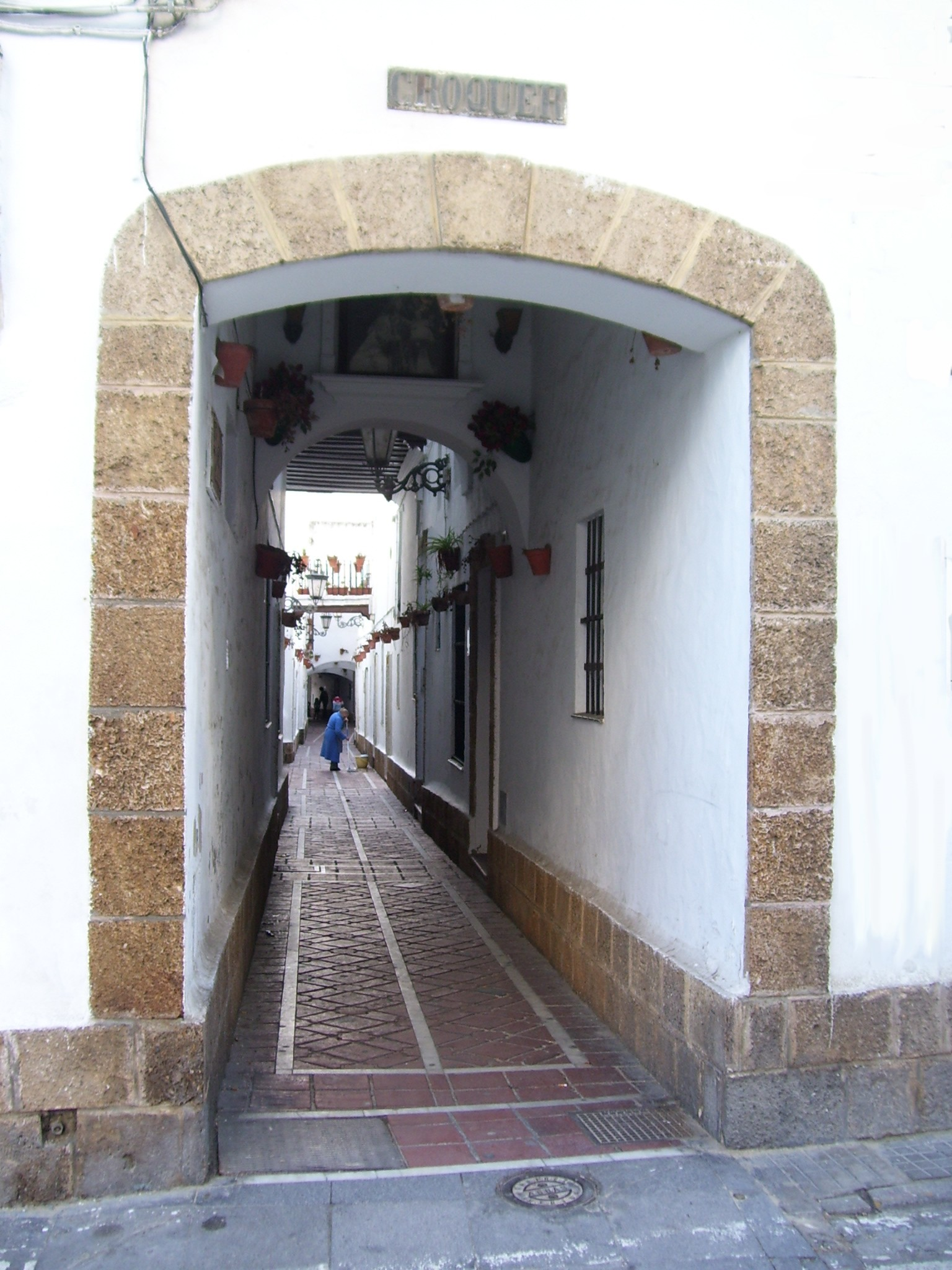
Callejón Croquer

El Callejón Croquer es una pequeña calle situada en San Fernando (Cádiz), entre las calles Real (la principal de la ciudad) y Murillo (cerca del edificio de capitanía). Pese a su corta extensión (70 metros de largo por 2 de ancho) es una de las calles más conocidas y turísticas de La Isla. 

## Historia
Al igual que la calle Real, este callejón quedó totalmente trazado a finales del siglo XVIII. Desde entonces se ha convertido en una de las calles más singulares de San Fernando. Esta calle de San Fernando toma su nombre de la familia que durante muchos años fue su propietaria, ya que fue comprada en subasta pública por Rafael Croquer de los Cameros en el año 1754, y que en ella residió Esteban Miguel Croquer, el que fuera regidor de la entonces villa, en 1786.
En el año 1971 se embelleció el lugar colocando macetas en las ventanas, acondicionando las mismas. Fue con cal y pintura en los marcos de las puertas y oros elementos adicionales, respondiéndose así a un llamamiento vecinal recogido por "El Mirador de San Fernando", nombre de un rotativo local muy activo en aquellos años. En esa ocasión se colocaron también, en lugar preferente, los cuadros hoy existentes del Nazareno y de la Virgen del Carmen, en un acto inaugurado el día 1 de noviembre de dicho año.
Años más tarde, en 1992, se instaló en el callejón la nueva pavimentación decorativa, el zócalo y marcos de piedra ostionera, la viguería de madera y las capillas para los cuadros antes citados y que presenta en la actualidad.